# Leptogorgia sylvanae
Leptogorgia sylvanae is een zachte koraalsoort uit de familie Gorgoniidae. De koraalsoort komt uit het geslacht Leptogorgia. Leptogorgia sylvanae werd in 1940 voor het eerst wetenschappelijk beschreven door Stiasny. 